# Lamar (Carolina del Sud)
Lamar és una població dels Estats Units a l'estat de Carolina del Sud. Segons el cens del 2000 tenia 1.015 habitants.

## Demografia
Segons el cens del 2000, Lamar tenia 1.015 habitants, 417 habitatges i 286 famílies. La densitat de població era de 337,8 habitants/km².
Dels 417 habitatges en un 24,2% hi vivien nens de menys de 18 anys, en un 46% hi vivien parelles casades, en un 18,2% dones solteres, i en un 31,2% no eren unitats familiars. En el 29,3% dels habitatges hi vivien persones soles el 15,3% de les quals corresponia a persones de 65 anys o més que vivien soles. El nombre mitjà de persones vivint en cada habitatge era de 2,43 i el nombre mitjà de persones que vivien en cada família era de 3,01.
Per edats la població es repartia de la següent manera: un 24,5% tenia menys de 18 anys, un 6,9% entre 18 i 24, un 25,7% entre 25 i 44, un 25,8% de 45 a 60 i un 17% 65 anys o més.
L'edat mediana era de 41 anys. Per cada 100 dones de 18 o més anys hi havia 81,9 homes.
La renda mediana per habitatge era de 28.571 $ i la renda mediana per família de 35.789 $. Els homes tenien una renda mediana de 29.000 $ mentre que les dones 26.250 $. La renda per capita de la població era de 15.473 $. Entorn del 22,4% de les famílies i el 24,4% de la població estaven per davall del llindar de pobresa.

## Poblacions més properes
El següent diagrama mostra les poblacions més properes.